# Omorgus punctatus
Omorgus punctatus es una especie de escarabajo del género Omorgus, familia Trogidae. Fue descrita científicamente por Germar en 1824.
Esta especie se encuentra en México (Aguascalientes, Baja California, Chihuahua, Coahuila, Durango, Guanajuato, Nuevo León, Sonora), también en Nebraska, Montana, Utah, Colorado, Misisipi, Texas, Kentucky y Iowa.